# مجتمع ما بعد العمل
مجتمع ما بعد العمل هو مصطلح في علم المستقبليات يشير إلى مجتمع يتم فيه تحويل طبيعة العمل بشكل جذري، ويصبح التوظيف التقليدي شيئًا من الماضي بسبب التقدم التكنولوجي.
يتصور بعض منظري مجتمع ما بعد العمل أتمتة جميع الوظائف بالكامل، أو على الأقل استحواذ الآلات الذكية، التي ستكون في النهاية أرخص وأسرع وأكثر كفاءة وموثوقية ودقة من البشر، على جميع المهام الرتيبة، القائمة على القواعد، والمتوقعة والمتكررة (والتي تُعتبر بالتالي غير جديرة بالبشر). بالإضافة إلى ذلك، يمكن لهذه الآلات أن تعمل في ظروف أقسى ولفترات أطول دون توقف مقارنة بالبشر، وهو ما يُتوقع أن يؤدي إلى فترة انتقالية من النمو الاقتصادي السريع، على الرغم من ارتفاع معدلات البطالة البشرية المتزايدة باستمرار. وبشكل عام، يُتوقع أن يؤدي هذا التطور إلى زيادة هائلة في الرفاهية، شريطة أن يُعاد توزيع الثروة.

## الاتجاهات المستقبلية
تشمل الاتجاهات المستقبلية إعادة تشكيل دور الإنسان في بيئة العمل، مع التركيز على نقاط القوة النسبية للبشر القادرين على التكيف ودمج التكنولوجيا في أعمالهم وتفاعلاتهم. بالإضافة إلى هذه القدرات، يؤكد الباحثون على أهمية استثمار البشر لهذه المزايا النسبية، مع اقتراح عدة مجالات يمكن للبشر أن يظلوا فيها ذوي كفاءة في بيئة العمل المتطورة بسرعة. وتشمل هذه المجالات الذكاء العاطفي، وتوجه الخدمة، ومهارات إدارة الموارد، ومهارات الاتصال، ومهارات ريادة الأعمال.
وتُعرّف الأدبيات الأكاديمية المجالات التي قد تتفوق فيها الآلات على البشر بمصطلح "تداخل المهام". ويمثل "تداخل المهام" مسألة التوسع المتزايد للذكاء الاصطناعي والأتمتة في مجالات العمل البشري، خاصة في المهام اليدوية والمعرفية. وتُقدر الدراسات أن حوالي 40% من إجمالي ساعات العمل ستتأثر بنماذج الذكاء الاصطناعي. وقد طُرح أن يتجه البشر نحو أدوار تتطلب الذكاء العاطفي ومهارات التعامل بين الأشخاص، باعتبارها أكثر تميزًا للبشر. ومع ذلك، تُظهر الدراسات أن بعض روبوتات المحادثة الحديثة تولد إجابات يُنظر إليها على أنها أكثر تعاطفًا وجودة من إجابات البشر في بعض السياقات.
تركز بعض نظريات مجتمع ما بعد العمل على تحدي أولوية أخلاقيات العمل، وعلى الاحتفاء بالأنشطة غير المتعلقة بالعمل. كما تؤكد هذه النظريات أيضًا على أهمية تطوير الأنشطة المجتمعية وبرامج تطوير الذات لملء الفراغ الذي ستتركه الهياكل التقليدية للعمل.
تشمل المقترحات العملية القريبة المدى المرتبطة بنظرية ما بعد العمل تنفيذ دخل أساسي شامل، بالإضافة إلى تقليص طول يوم العمل وعدد أيام العمل في الأسبوع. وقد تم تعزيز التركيز على ما قد يبدو عليه مجتمع ما بعد العمل من خلال تقارير مثل تقرير عام 2018 الذي ذكر أن 47% من الوظائف في الولايات المتحدة يمكن أتمتتها. وبسبب الأتمتة المتزايدة وانخفاض تكلفة الحفاظ على قوة عمل مؤتمتة مقارنة بالقوة العاملة البشرية، فقد اقتُرح أن مجتمعات ما بعد العمل ستكون أيضًا مجتمعات ما بعد الندرة. 